# Trucheosaurus major
Il trucheosauro (Trucheosaurus major) è un anfibio estinto, appartenente ai temnospondili. Visse nel Permiano superiore (circa 255 milioni di anni fa) e i suoi resti fossili sono stati ritrovati in Australia. 

## Descrizione
Questo animale possedeva un corpo largo e leggermente appiattito, con quattro brevi arti e un cranio massiccio, estremamente largo nella parte posteriore e piuttosto appuntito in quella anteriore. Il cranio era relativamente appiattito e formava un'ampia superficie. Gli occhi erano piccoli e spostati in avanti. I fossili comprendono l'olotipo, un cranio parziale (noto con il numero di catalogo MMF 12697a), uno scheletro postcranico articolato (AMF 50977) e la controparte dello scheletro postcranico e del cranio (BMNHR 3728), rinvenuti nella formazione Glen Davis nel bacino di Sydney (Nuova Galles del Sud, Australia). 

## Classificazione

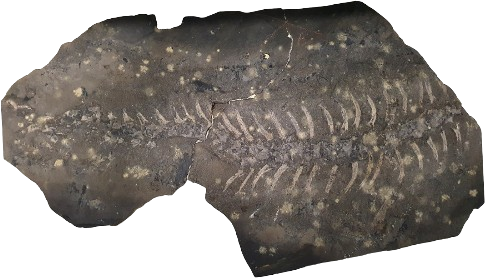
Fossile di Trucheosaurus major

I fossili di questo animale vennero descritti per la prima volta nel 1909 da Arthur Smith Woodward, che attribuì i resti a una nuova specie dell'anfibio Bothriceps (B. major), un genere già noto nel Permiano australiano. Fu solo nel 1956 che una revisione degli anfibi brachiopidi portò al riconoscimento di questa specie come un genere a sé stante, Trucheosaurus. Attribuito inizialmente ai brachiopidi, questo animale venne in seguito accostato ai ritidosteidi (anfibi tipici del Triassico inferiore, dal cranio triangolare): Trucheosaurus venne quindi riconosciuto come il più antico ritidosteide noto. Un suo stretto parente è Laidleria, dotato di una notevole corazza.